# Gérald de Roquemaurel
Pour les autres membres de la famille, voir Famille de Roquemaurel.
Gérald de Roquemaurel est un administrateur français de société né le 27 mars 1946 à Paris 13e.

## Biographie

### Jeunesse et études
Gérald Bertrand Jacques de Roquemaurel naît le 27 mars 1946 dans le 13e arrondissement de Paris d'Ithier de Roquemaurel, Président-directeur général de Hachette-Filipacchi de 1967-1976, et de Claude du Pouget de Nadaillac,,.
Il est connu pour sa dilection pour les nœuds papillon,,.
Il fait ses classes au collège Stanislas, obtient une licence en droit[Où ?] et le diplôme de l'Institut d'études politiques de Paris (section Service public, promotion 1968), puis est élève de l'École nationale d'administration dans la promotion Charles-de-Gaulle (1972). Lors de son stage à la préfecture de la Haute-Loire, il obtient une note « épouvantable ».

### Parcours
En 1972, à la suite de la rencontre de Frank Ténot lors d'une partie de chasse, il se décide à entrer aux éditions Filipacchi comme attaché de direction, démissionne de la fonction publique et rembourse son traitement de fonctionnaire stagiaire de l'ENA. Il dirige la mise en place de la version française de Playboy, ce qui déplaît à sa famille.
Jeune, il milite en faveur de Jacques Chaban-Delmas à l'Union des démocrates pour la République (UDR). Plus tard, il participera au Club 89 aux côtés d'Alain Juppé.
En 1976, nommé administrateur général de Paris Match, il relance le titre.
Dans les années 1980, il se lie avec Jean-Luc Lagardère, et devient un « Lagardère boy ». En 1985, il est avec Nicolas Sarkozy l'un des trente-cinq cofondateurs de Neuilly Communication.[réf. souhaitée]
En 1997, il devient président d'Hachette Filipacchi Médias.[réf. souhaitée]
En 2001, il est élu président de la Fédération internationale de la presse périodique.
En 2006, il est évincé de la présidence d'HFM et remplacé par Didier Quillot. Ne souhaitant pas « promener son chien », il devient l'année suivante associé-gérant de HR Banque. Il participe aux États généraux de la presse écrite en 2008-2009. En 2009, il passe comme associé chez Arjil. Il rejoint Messier Maris & Associés à l'automne 2015,.
Depuis 2014,  il est installé avec son épouse en Belgique.

## Ouvrages
- La Presse dans le sang, Paris, Robert Laffont, 2007, 183 + 8 (ISBN 978-2-221-10892-5, BNF 41140031)

## Décorations
- Chevalier de la Légion d'honneur (1995)[12]